# Just Push Play
Jush Push Play är det 13 Studioalbumet av Aerosmith. Bandets gitarrist Joe Perry tycker att det är det sämsta albumet av Aerosmith. Han säger också att vid inspelningen var inte alla bandmedlemmar samlade samtidigt vilket han tycker är "Aerosmith"s styrka. Albumet släpptes den 6 mars 2001.

## Låtlista
1. Beyond Beatiful (Marti Fredriksen/Joe Perry/Steven Tyler) - 4:45
2. Jush Push Play (Steve Dudas/Mark Hudson/Steven Tyler) - 3:51
3. Jaded (Marti Fredriksen/Steven Tyler) - 3:34
4. Fly Away From Here (Todd Chapman/Marti Fredriksen) - 5:01
5. Trip Hoppin (Marti Fredriksen/Mark Hudson/Joe Perry/Steven Tyler) - 4:27
6. Sunshine (Mark Hudson/Joe Perry/Steven Tyler) - 3:37
7. Under My Skin (Marti Fredriksen/Mark Hudson/Joe Perry/Steven Tyler) - 3:45
8. Luv Lies (Marti Fredriksen/Mark Hudson/Joe Perry/Steven Tyler) - 4:26
9. Outta Your Head (Marti Fredriksen/Joe Perry/Steven Tyler) - 3:22
10. Drop Dead Grogeous (Mark Hudson/Joe Perry/Steven Tyler) - 3:42
11. Light Inside (Marti Fredriksen/Joe Perry/Steven Tyler) - 3:34
12. Avant Garden (Marti Frdriksen/Mark Hudson/Joe Perry/Steven Tyler) - 4:52